# Clara Sofie
Clara Sofie Fabricius Rosenhoff (født 16. marts 1981), kendt som Clara Sofie, er en dansk sanger og sangskriver.
Hun er uddannet cand. mag. med speciale i moderne kultur og kulturformidling fra Københavns Universitet. Hun har tidligere boet i London og New York for at forsøge at slå igennem som sanger og sangskriver. Hendes gennembrud kom for alvor i juni 2010 med hittet "Når tiden går baglæns" med house-DJ'en Rune RK. Singlen har ligget nummer 1 og har solgt 2 x platin med over 60.000 eksemplarer.  Clara Sofie er herefter blevet et velkendt navn på den danske musikscene med over 117.000 lyttere månedligt alene på Spotify.
I løbet af de sidste 10 år har Clara Sofie udgivet flere danske og engelsksprogede releases i indland og udland , skrevet sange for navne som Hjalmer og Søs Fenger, Benjamin Hav og været feature på Benal-singlen ’Når Du Kigger På Mig’, der fik massiv airplay på dansk radio 
Clara Sofie er kusine til sangerinden Oh Land.

## Diskografi

### Album
- Jeg er din (2007)
- Byen elsker dig (Clara Sofie & Rune RK) (2011)
- Gennem himlen (2014)
- Understrøm (2016)

### Ep'er
- Uden strøm (2011)
- Overgiver mig aldrig (2012)

### Singler
- "Fri" (2008)
- "Cry Out" (Clara Sofie & Rune RK) (2009)
- "Det er forbi" (Clara Sofie & Rune RK) (2009)
- "Når tiden går baglæns" (Clara Sofie & Rune RK) (2010)
- "Lever for en anden" (Clara Sofie & Rune RK) (2011)
- "Serenity" (Jay Adams featuring Clara Sofie) (2011)
- "Flowing Over" (TooManyLeftHands featuring Clara Sofie) (2011)
- "Brænd mig helst" (2012)
- "Husker du" (2012)
- "Gennem Himlen" (2013)
- "Ild og Vand" (2014)
- "Løbe i Vand" (2016)
- "Før lyset slipper ind" (2016)
- "Tørster under vand" (2016)
- "Lift me up" (2018)
- "Når tiden går baglæns" (2020 Purple Mix) (2020)
- "Når sneen smelter" (2020)
- "Bedre uden dig" (Rikke Darling x Hedegaard x Clara Sofie) (2021)